# Caseta del Gili
La caseta del Gili és una obra del municipi de Sant Julià de Vilatorta (Osona) inclosa en l'Inventari del Patrimoni Arquitectònic de Catalunya.

## Descripció
Es tracta d'un edifici civil.És una masia de planta rectangular (12 x 20), coberta a dues vessants i amb el carener perpendicular a la façana, situada a ponent. Consta de planta baixa i pis i es troba assentada a un talús per la part de llevant. La façana presenta tres portals rectangulars a la planta (dos de pedra i un de tapiat) i dues finestres; al primer pis dues finestres amb ampit motllurat. A la part de migdia s'obre un porxo, el mur de nord és cec, a llevant s'obren quatre finestres i un portal recents i a migdia dos finestres i un portal a la planta baixa i tres finestres al primer pis.

## Història
Antiga masoveria del mas Gili, masia propera a aquesta i que es troba registrada als fogatges de la parròquia i terme de Santa Maria de Vilalleons de l'any 1553. aleshores habitava el mas un tal Joan Gili.